# Kékfarkú szitakötő
A kékfarkú szitakötő (Ischnura senegalensis) a rovarok (Insecta) osztályába a szitakötők (Odonata) rendjébe és a légivadászok (Coenagrionidae) családjába tartozó faj.

## Előfordulása
Algéria, Angola, Botswana, Burkina Faso, Kamerun, Csád, Egyiptom, Egyenlítői-Guinea, Etiópia, Gambia, Ghána, Guinea, Kenya, Libéria, Madagaszkár, Malawi, Mali, Mauritánia, Mauritius, Mozambik, Namíbia, Niger, Nigéria, Réunion, São Tomé és Príncipe, Szenegál, a Seychelle-szigetek, Sierra Leone, a Dél-afrikai Köztársaság, Szudán, Tanzánia, Togo, Uganda, Zambia és Zimbabwe területén honos. Nyílt csatornák, a tavak és mesterséges tavak lakója.

## Megjelenése
Testhossza 15-16 milliméter.